# Lise Beha Erichsen
Lise Beha Erichsen (født 29. juli 1954 i København) er en dansk jurist og tidligere direktør og landsformand for Hjernesagen. 
Hun er cand.jur. fra Københavns Universitet 1982 og arbejdede i ni år i Kræftens Bekæmpelse med professionel lobbyisme. Dernæst var hun syv år som afdelingschef i Landsforeningen for Polio-, Trafik- og Ulykkesskadede (PTU). I 2001 blev hun været direktør for Hjernesagen. Hun blev senere landsformand for organisationen. I 2020 valgte hun at trække sig tilbage fra landsformandsposten.

## Privat
Hun er datter af dyrlæge Asbjørn Beha Erichsen (1903-1971) og børnehaveleder Gurli Marie Larsen (1908-1954). Hun er søster til Hanne Reintoft, Troels Kløvedal og Bjørn Erichsen.